# Cyrtonastes peloponnesiacus
Cyrtonastes peloponnesiacus es una especie de insecto coleóptero de la familia Chrysomelidae.
Fue descrita científicamente en 1974 por Berti & Daccordi.